# Smita Nair Jain

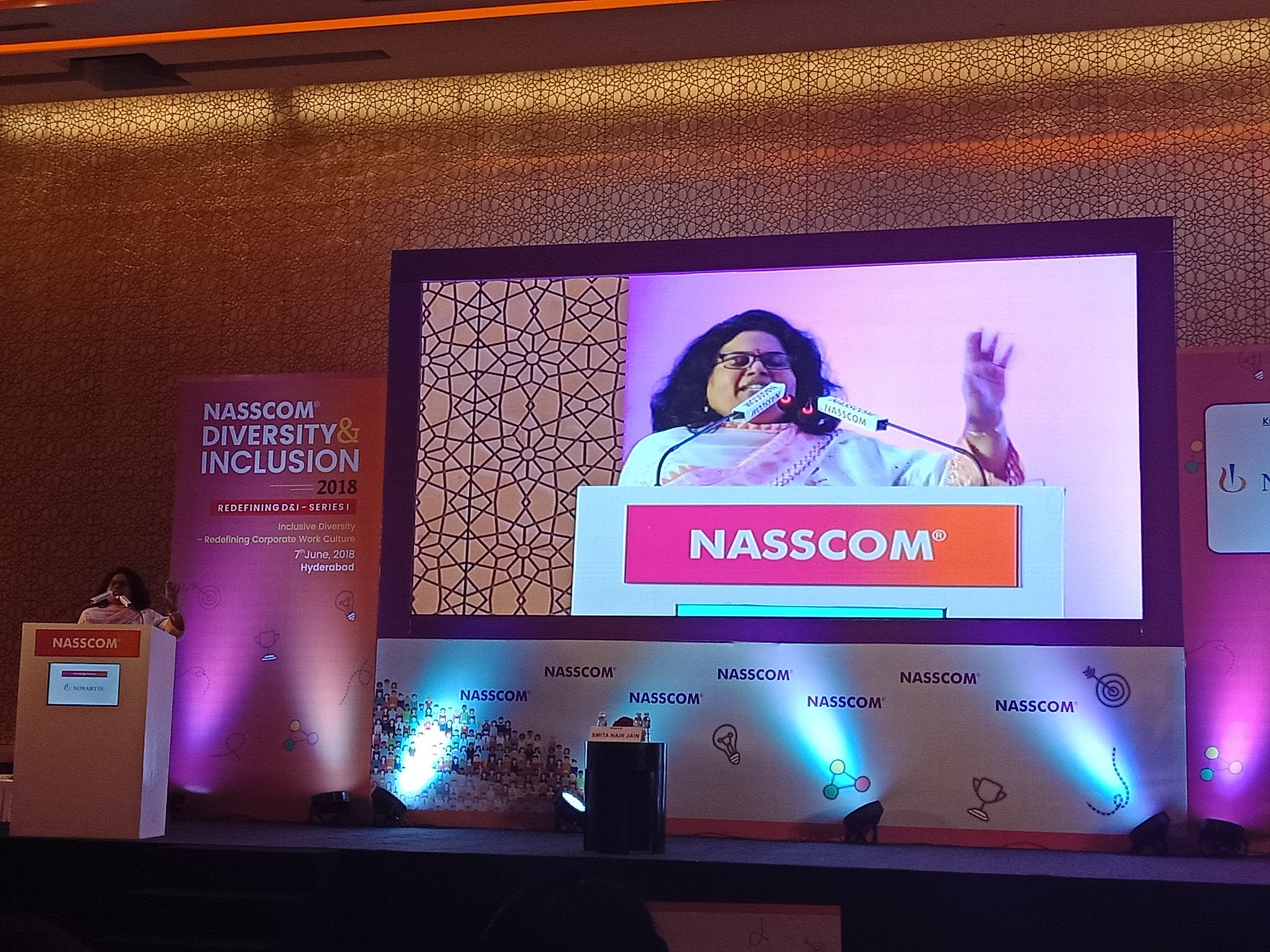
Smita Nair Jain Buch Launch Rede bei Nasscom

Smita Nair Jain (geboren am 20. November 1969 in Pune, Indien) ist eine indische Drehbuchautorin und Geschäftsfrau.

## Leben
Smita wuchs in Pune auf und besuchte St. Joseph, Pune. Sie ist Absolventin der University of Pune, wo sie 1994 ihr Grundstudium und ihren MBA abschloss.
Nach der Zusammenarbeit mit zahlreichen globalen Organisationen wie Prudential, Accenture, Capita, Barclays, DHL, MphasiS und Sears war Smita Nair Jain in nationalen und globalen Führungsrollen tätig. Sie hat mit großen Teams in Großbritannien, Kontinentaleuropa, Nordamerika und Asien gearbeitet und diese geleitet. Außerdem hat sie das LinkedIn Power Profile für die Jahre 2015 und 2017 erhalten. Sie ist Mitglied des Indian Institute of Directors. Darüber hinaus tritt sie als Rednerin unter den führenden Business Schools in Indien und bei globalen akademischen Veranstaltungen auf. Sie ist auch Mitglied der Leaders Excellence am Harvard Square. Momentan leben Smita und ihr Ehemann Rajiv Jain in Mumbai, Indien.

## Filmografie

### Drehbuchautorin
- 2004: Remix (Fernsehserie)
- 2005: India Calling (Fernsehserie)
- 2005: Bombay Talking (Fernsehserie)
- 2005: Mano Ya Na Mano (Fernsehserie)
- 2005: Kaajjal – Sabbki Aankhon Mein Basi (Fernsehserie)

### Nebenrollen
- 2006: Zindaggi Rocks
- 2006: L'intouchable
- 2016: 60 Minutes

## Auszeichnungen
- Society Young Achievers Award for Literature for 2007

## Werke
- Kkrishnaa's Konfessions[5] ISBN 978-81-89975-47-0
- Piggies on The Railway: a Kasthuri Kumar Mystery,[6] ISBN 978-93-80283-74-6

## Kurzgeschichten
- My tryst with Hindi (2017)[7]